# 42 - La vera storia di una leggenda americana
42 - La vera storia di una leggenda americana (42) è un film del 2013 scritto e diretto da Brian Helgeland.
Il film narra la storia veramente accaduta nel campionato di baseball statunitense negli anni quaranta, quando Jackie Robinson fu il primo giocatore afroamericano a giocare nella Major League Baseball.

## Trama
Nel 1945, il proprietario dei Brooklyn Dodgers Branch Rickey incontra il giornalista sportivo Wendell Smith riguardo al desiderio di reclutare un giocatore di baseball nero per la sua squadra; Wendell suggerisce Jackie Robinson dei Kansas City Monarchs.
Un talent scout di Rickey incontra Robinson e gli propone un contratto con i Dodgers: 600 $ al mese e 3500 $ alla firma del contratto. Robinson accetta ma gli viene intimato dal proprietario di dover controllare il proprio temperamento se vuole partecipare al campionato.
Durante l'allenamento primaverile, Robinson si unisce al ritiro dei Dodgers a Montréal. Dopo una strepitosa stagione e un altro allenamento a Panama, viene portato in prima squadra. La maggior parte dei giocatori firma una petizione rifiutandosi di giocare con Robinson, ma l'allenatore Leo Durocher insiste per farlo giocare. Durocher viene sospeso dall'incarico (per azioni commesse nella propria vita privata) e lascia i Dodgers senza allenatore per l'inizio della stagione. La squadra verrà allora affidata a Burt Shotton, allenatore a riposo ma di indubbie capacità.
Durante la partita contro i Philadelphia Phillies, l'allenatore Ben Chapman insulta Robinson con epiteti razziali al punto che, dopo essere stato eliminato, per la rabbia spezza la propria mazza. Incoraggiato da Rickey, Robinson torna in campo e batte una valida, ruba la seconda base e, grazie a un errore degli avversari, raggiunge la terza base; riesce infine, a segnare il punto decisivo. Il comportamento di Chapman si traduce in una cattiva pubblicità per la squadra dei Phillies e, per questo motivo, il presidente della squadra gli intima di posare con Robinson per i quotidiani e le riviste sportive.
Pee Wee Reese, compagno di squadra di Robinson, comincia a capire che tipo di pressione stia affrontando come unico giocatore di colore del campionato (in particolare dopo che Branch gli ha mostrato tutte le lettere con minacce razziste ricevute) e gli dimostra la sua solidarietà mettendogli il braccio sulle spalle davanti a una folla ostile al Crosley Field di Cincinnati, mettendo tutti a tacere.
Durante la partita contro i St. Louis Cardinals, Enos Slaughter, per conquistare una base, gli provoca "accidentalmente" un taglio ad una gamba con i tacchetti della scarpa; nonostante i Dodgers vogliano vendetta, Robinson li calma e insiste affinché si concentrino sulla vittoria della partita.
Il fuoricampo di Robinson contro Fritz Ostermueller, lanciatore dei Pittsburgh Pirates che lo aveva precedentemente colpito alla testa, farà infine qualificare i Dodgers per le World Series; nell'epilogo del film viene mostrata una serie di testi riguardanti il futuro coinvolgimento di Robinson, dei suoi compagni di squadra e degli altri protagonisti.

## Produzione

### Cast
Per il ruolo di Branch Rickey furono considerati vari attori, tra cui Robert Redford, ma poi venne scelto Harrison Ford.

### Riprese
Le riprese si sono svolte tra il 14 maggio e il 18 luglio 2012 nelle città di Chattanooga (Tennessee), Macon (Georgia), e Birmingham (Alabama).

## Promozione
Il primo trailer del film è stato distribuito il 20 settembre 2012.

## Distribuzione
La pellicola è stata distribuita nei cinema statunitensi a partire dal 12 aprile 2013.
In Italia, il film è stato distribuito direttamente in digital download in HD su iTunes.

## Riconoscimenti
- 2014 - Satellite Awards[4]
  - Candidatura per il miglior attore non protagonista a Harrison Ford